# China Girl
Pour la chanson de David Bowie, voir China Girl (chanson).
Pour plus de détails, voir Fiche technique et Distribution.
China Girl ou La chinoise au Québec est un film américain réalisé par Abel Ferrara et sorti en 1987. Il s'agit d'une libre adaptation de Roméo et Juliette située à New York dans les années 1980 au sein des communautés de Little Italy et de  Chinatown.

## Synopsis
Dans les années 1980 à Manhattan, Tony — âgé de dix-sept ans — est le petit frère d'un chef de gang d'Italo-Américains de Little Italy. Tye est la petite sœur d'un caïd du quartier chinois de Chinatown. Alors que les deux aînés vont s'affronter, Tony et Tye vont peu à tomber amoureux et tenter de réconcilier leurs familles.

## Fiche technique
Sauf indication contraire, les informations mentionnées dans cette section peuvent être confirmées par la base de données cinématographiques IMDb,  présente dans la section « Liens externes ».
- Titre original et français : China Girl
- Titre québécois : La chinoise
- Réalisation : Abel Ferrara
- Scénario : Nicholas St. John
- Musique : Joe Delia
- Photographie : Bojan Bazelli
- Décors : Dan Leigh
- Montage : Anthony Redman
- Sociétés de production : Great American Films Limited Partnership, Street Lite et Vestron Pictures
- Distribution : Vestron Pictures (États-Unis),
- Pays de production :  États-Unis
- Format : Couleurs - 1,33:1 - Dolby - 35 mm
- Genre : drame, romance
- Durée : 89 minutes
- Dates de sortie[2] :
  - États-Unis : 25 septembre 1987
  - France : 20 avril 1988
- Classification[3] :
  - États-Unis : R
  - France : tous publics

## Distribution
- Richard Panebianco (VF : Thierry Bourdon) : Tony Monte
- Sari Chang : Tye
- James Russo : Alby
- David Caruso (VF : Mark Lesser) : Mercury
- Russell Wong (VF : Thierry Ragueneau) : Yung Gan
- Joey Chin (VF : Vincent Ropion) : Tsu Shin
- Judith Malina : Mrs. Monte
- James Hong : Gung Tu
- Robert Miano (VF : Joël Martineau) : Enrico Perito
- Paul Hipp : Nino
- Doreen Chan : Gau Shing
- Randy Sabusawa : Ma Fan
- Keenan Leung : Ying Tz
- Lum Chang Pan : Da Shan
- Sammy Lee : Mohawk